# Eld Peak
Der Eld Peak ist ein markanter Berggipfel von 800 m Höhe im Norden des ostantarktischen Viktorialands. Im Lasarew-Gebirge ragt er rund 10 km südöstlich des Reynolds Peak an der Westflanke des Matussewitsch-Gletscher auf.
In diesem Gebiet hatten zwei Offiziere der Peacock, Henry Eld (1814–1850) und William Reynolds (1815–1879), am 16. Januar 1840 im Rahmen der von Charles Wilkes geleiteten United States Exploring Expedition (1839–1842) zwei Gipfel gesichtet. Wilkes benannte den südöstlicheren der beiden nach Eld. Die genaue Verortung der von Wilkes beschriebenen Gipfel gelang Phillip Law auf einer der Australian National Antarctic Research Expeditions im Jahr 1959.